# 둠 메탈

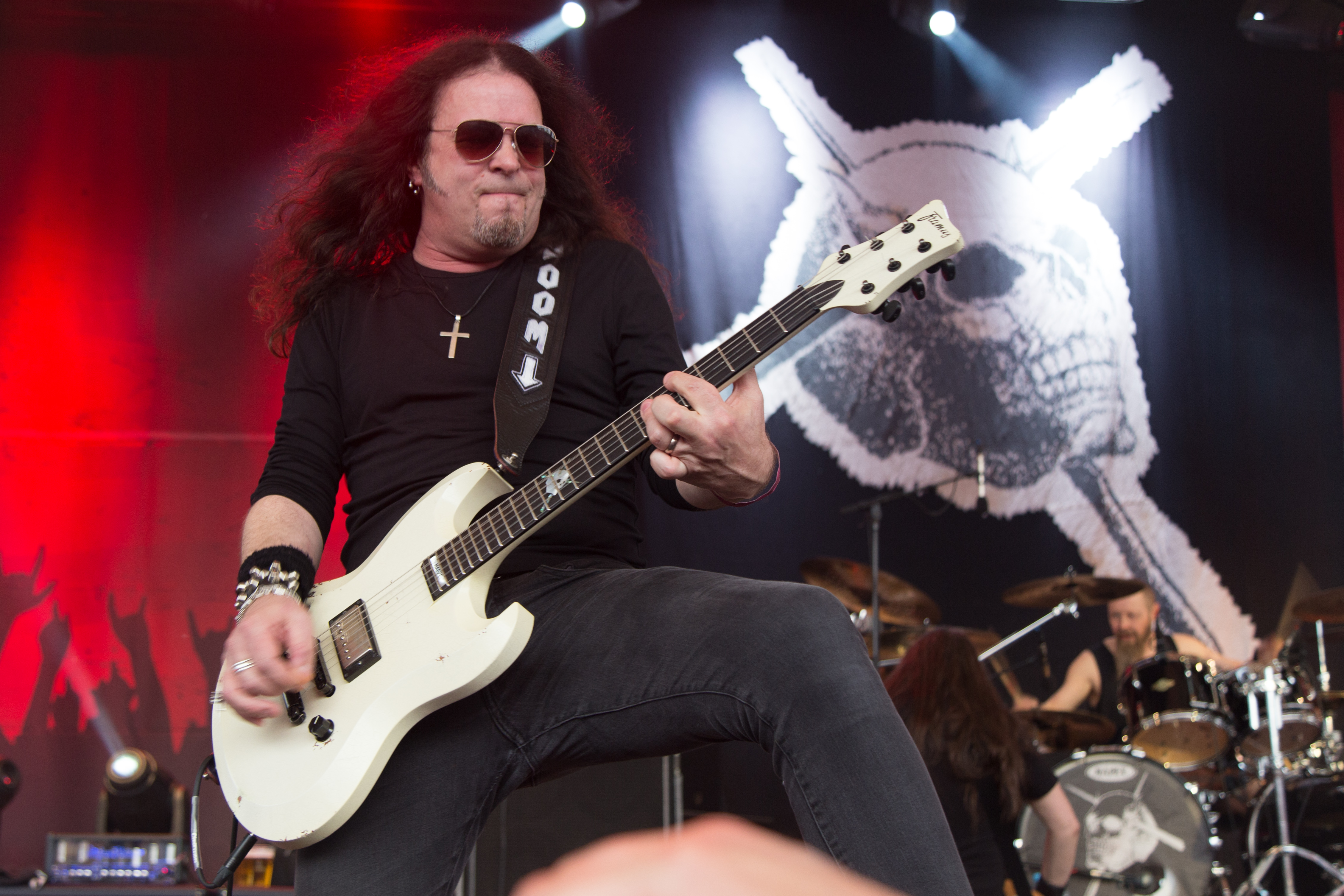

둠 메탈(Doom Metal)은 헤비 메탈의 한 장르이다. 둠 메탈의 음악적 특성으로는 대체로 느린 템포에 묵직한 기타 리프, 극적인 구성을 보인다는 것이다. 블랙 사바스는 이 장르의 탄생에 지대한 영향을 미쳤다. 일반적인 둠 메탈과 익스트림 메탈에서 갈라져 나온 데스/둠이나 퓨너럴 둠 메탈은 공통적으로 느린 템포를 지니고 있지만 그 외의 부분에선 상당한 차이를 보인다.